# Ultimo esordio
Ultimo esordio è il decimo album del gruppo italiano Casa, pubblicato il 15 febbraio 2020.

## Il disco
L'album, interamente suonato con strumenti acustici, è prodotto da Filippo Bordignon, unico membro rimasto dalla formazione originale, e contiene sei brani originali e sei cover completamente riarrangiate e con testi dello stesso Bordignon. Dopo aver annunciato sulle pagine social ufficiali della band la fine delle esibizioni dal vivo dei Casa nel 2015, Bordignon ha proseguito la propria produzione discografica con l’album di musica Contemporanea Variazioni Gracchus e quello di elettronica analogica L'inottenibile, entrambi strumentali. Il suo archivio di canzoni inedite lo spinse a cercare una cantante per interpretarle in sua vece; non essendo riuscito a trovare la voce adatta decise di cantarle sotto pseudonimo accompagnato dal chitarrista vicentino Florio Pozza: questo nuovo progetto avrebbe registrato e diffuso gratuitamente e in forma anonima un inedito al mese su una pagina social espressamente dedicata. Dopo aver inciso due pezzi Pozza morì in un incidente automobilistico nel maggio 2018 . Bordignon decise di incidere un ultimo album dei Casa che fu dedicato nel libretto interno “Alla vita e alla musica di Florio Pozza” radunando dodici musicisti, tra nuove leve e professionisti amici dello stesso musicista scomparso. Oltre a sei brani originali Ultimo Esordio contiene sei cover da generi musicali amati dallo stesso Pozza. Le registrazioni si sono svolte tra la scuola di musica di Vicenza Thelonious e l’abitazione dell’autore. È stato realizzato il videoclip della canzone Ruit hora.

## Tracce
1. Il canto dell’addio - 2:57 (traditional Auld Lang Syne)
2. Noi e noi - 2:52 (Filippo Bordignon)
3. Bimba che sogna - 3:20 (Beautiful dreamer di Stephen Foster)
4. A Molloy - 3:16 (Filippo Bordignon)
5. Una tomba in sogno - 4:30 (Graveyard dream blues di Ida Cox)
6. Femme versus butch - 3:38 (Filippo Bordignon)
7. Suppergiù - 2:59 (I’m sorry we met di Jimmie Rodgers)
8. Il capannone - 6:30 (Filippo Bordignon)
9. Brutto amore - 2:51 (Love sick blues di Jim Jackson)
10. Inattività - 3:20 (Filippo Bordignon)
11. Ruit hora - 7:16 (traditional Kumbaya)
12. Oltre la metà - 2:55 (Filippo Bordignon)

## Formazione
- Filippo Bordignon - voce
- Marco Ferrari - chitarra classica, chitarra acustica, armonica a bocca
- Mauro Spanò - pianoforte verticale e a coda
- Anna Morandi - voce
- Antonio Gallucci - sassofono soprano
- Federico Zaltron - violino
- Francesco Bordignon - contrabbasso
- Ivàn Valvassori - contrabbasso
- Giuseppe Dal Bianco - žalejka, duduk, piva
- Luca Nardon - percussioni, bendir
- Gabriele Grotto - batteria
- Sean Lucariello - tromba
- Luca Zordan - mastering all’Infinity Home Studio